# Животовський Олександр Валерійович
Олекса́ндр Вале́рійович Живото́вський — старший сержант Збройних сил України.

## З життєпису
До початку російсько-української війни був членом організації «Патріот України».
З початком бойових дій пішов добровольцем до Збройних Сил України, згодом воював у складі полку «Азов».
Брав участь у боях за Красний Лиман, Слов'янськ, в Бої на українсько-російському кордоні 2014 та за Донецький аеропорт.
Станом на березень 2016-го — депутат Бучанської ради від ВО «Свобода».

## Нагороди
За особисту мужність і героїзм, виявлені у захисті державного суверенітету та територіальної цілісності України, вірність військовій присязі під час російсько-української війни нагороджений
- орденом «За мужність» III ступеня (4.12.2014)